# Psydrax dicoccos
Psydrax dicoccos là một loài thực vật có hoa trong họ Thiến thảo. Loài này được Gaertn. miêu tả khoa học đầu tiên năm 1788.